# Skrabestål
Skrabestål, også kaldet skrabejern, er et redskab af hærdet stål, der anvendes indenfor dybtryksgrafik. Ved koldnålsradering og kobberstik bruges skabestål til at fjerne grater og metalspåner på trykpladen samt fjerne eller mindske uønskede linjer. Ved mezzotinte benyttes skrabestål til at frembringe lyse toner ved skrabning i overfladen, der forinden er bearbejdet med vuggestål.

## Varianter
Ved koldnålsradering og kobberstik benyttes et tresidet skrabestål - en treægget kniv med tilspidset og let buet spids med vinkler på hver 60°, mens der ofte anvendes en flad en- eller tveægget variant ved mezzotinte.
Skrabestål fås med og uden træhåndtag og findes i kombinationen polérstål/skrabestål, da disse to redskaber gerne bruges i forlængelse af hinanden.

### Andre eksempler på værktøj tildybtryksgrafik
Radérnål, koldnål, polérstål, polérpen, roulette, stikkel, gravstik / gravstikke, vuggestål, punsel, slibesten.

## Andre betegnelser
- Dansk: skrabejern, skraber
- Engelsk: scraper
- Italiensk: raschietto
- Tysk: Schaber, Schabemesser, Dreikantschaber
- Spansk: buril rascador
- Fransk: grattoir

## Anvendelse af skrabestål
Skrabestål har flere anvendelsesformer.

### Klargøring af trykpladens kanter
Trykpladen klargøres med affiling af kanter og hjørner, for at det skarpe metal ikke beskadiger papir og filt under trykningen. Efter filingen udjævnes grater på pladekanterne med et skabestål og evt. polérstål. Hav evt. et særskilt skrabestål udelukkende til dette formål.

### Koldnålsradering
Ved koldnålsradering raderer man direkte i en plade af kobber eller zink med en koldnål, en særlig specialhærdet radérnål. Det giver linjer med grater som i en plovfure. Graterne holder på trykfarven både i furen og på de omkringliggende volde, hvilket giver linjen i trykket en ulden karakter. Jo dybere koldnålen har arbejdet sig ned i metallet, des kraftigere fremstår graterne og furerne. Ønsker man at mindske udtrykket, eller vil man rette op på fejl eller ridser i pladen, kan disse udjævnes ved at føre skrabestålet vinkelret henover stregerne, hvorved graterne skæres af. Glat efter med polérstål.
Ridser kan fjernes eller minimeres ved at skrabe skrabestålet henover metallet, både på og omkring ridsen. Sørg for at udhulningen er jævn for at undgå områder, der utilsigtet kan tage imod trykfarve. For at undgå, at der opstår en gråtone i trykket, glattes området efter med et polérstål sammen med smule olie, der mindsker friktionen.

### Kobberstik
Kobberstik er en grafisk dybtryksteknik, hvor motivet indgraveres i kobberpladen med stikler med forskellige facetter - form og bredde. Mens stiklen arbejder sig ned i pladen fremkommer der en metalspån, som undervejs bortskrabes med et skrabestål.

### Mezzotinte og akvatinte
Overfladen på en kobberplade behandles først med et vuggestål, så der opstår en ensartet mørk overflade modtagelig for trykfarve. Ved at skrabe skrabestålet jævnt henover pladen og glatte efter med polérstål kan man frembringe variationer af lysere farvetoner. Farvetonen afhænger af, hvor dybt skrabestålet er gået i metallet, og hvor meget polérstålet er blevet anvendt. Ved trykplader med akvatinteætsning kan man ligeledes lysne farvetonerne.

### Vedligeholdelse
Ved brug mister redskabet noget af sin skarphed, og da netop skarpheden er afgørende for effekten, skærpes skrabestålets vinkler jævnligt ved slibning på en finkornet slibesten.

## Video
- Mezzotint Printmaking tool demonstration and guide (9. febr. 2014)

- Copper Plate Scraping and Burnishing (29. sept. 2013)